# Tesfay Teklehaymanot
Tesfay Teklehaymanot (en amharique : ተስፋዬ ተክለሃይማኖት), né le 30 janvier 2000, est un coureur cycliste éthiopien.

## Carrière
Il est médaillé de bronze en contre-la-montre par équipes aux Championnats d'Afrique de cyclisme sur route 2019 à Baher Dar.

## Palmarès
- 2018
  -  Médaillé de bronze des Jeux Africains de la Jeunesse sur route
  -  Médaillé de bronze des Jeux Africains de la Jeunesse du contre-la-montre
- 2019
  -  Médaillé de bronze du championnat d'Afrique du contre-la-montre par équipes